# Projekt poznania ludzkiego genomu
Projekt poznania ludzkiego genomu (HGP, z ang. Human Genome Project) – program naukowy mający na celu poznanie sekwencji wszystkich komplementarnych par zasad tworzących ludzki genom, zawierający 3,3 Gbp, ok. 22 tys. genów.

## Historia
Początkiem projektu poznania ludzkiego genomu była podjęta w roku 1990 przez Departament Energii USA i Narodowe Instytuty Zdrowia USA (NIH) decyzja o przydzieleniu na ten cel 3 mld USD. Decyzja zakładała, że w ciągu 15 lat (do roku 2005) uda się poznać ludzki genom. Projekt wywołał szeroki oddźwięk na świecie i włączyło się do niego wiele krajów. Jednocześnie nastąpił znaczny postęp w technice automatycznego sekwencjonowania DNA. Pracami projektu kierował Francis S. Collins. W efekcie wstępny opis genomu człowieka opublikowano już w roku 2000. Dnia 26 stycznia prezydent USA Bill Clinton oraz premier Wielkiej Brytanii Tony Blair ogłosili ten fakt na wspólnej konferencji prasowej, stwierdzając: „Bez wątpienia, jest to najważniejsza, najbardziej cudowna mapa, którą rodzajowi ludzkiemu udało się stworzyć (...). Uczymy się dziś języka, poprzez który Bóg stworzył świat. Zostajemy przeniknięci głębszym niż kiedykolwiek podziwem wobec złożoności, piękna, i niezwykłości najświętszego daru Bożego”.
Do projektu należały następujące państwa:
- Chiny
- Francja
- Niemcy
- Japonia
- Wielka Brytania
- USA

14 kwietnia 2003 opublikowano dokument stwierdzający zakończenie sekwencjonowania 99% genomu z trafnością 99,99%.
Na tak szybkie zakończenie projektu wpłynęło rozpoczęcie analogicznych badań przez prywatną korporację Celera Genomics, która zamierzała opatentować ludzki genom, w przypadku, gdyby udało jej się go odczytać jako pierwszej. Oznaczałoby to, że informacje o ludzkim genomie, potrzebne dla badań np. w celu wynalezienia odpowiednich leków, byłyby własnością tego przedsiębiorstwa i trzeba by było za nie płacić. Przedsiębiorstwo to osiągnęło spore sukcesy dzięki korzystaniu z opublikowanych wcześniej wyników prac zespołu rządowego, a także dzięki opracowaniu techniki sekwencjonowania nazywaną shotgun sequencing. Sprowadzała się ona do rozbicia całego DNA na drobne fragmenty i analizowania ich zawartości. Uzyskane kombinacje par komplementarnych analizowane były komputerowo. Dzięki wyszukiwaniu podobieństw możliwe stało się ponowne uporządkowanie pociętych genów w całość. Na wiadomość o zamiarze opatentowania ludzkiego genomu przez Celera Genomics, laboratoria skupione w ramach projektu rządowego przyspieszyły sekwencjonowanie, przechodząc na ciągły tryb pracy, tzn. 24 godziny na dobę, siedem dni w tygodniu.
Konkurencja pomiędzy naukowcami z żyłką do interesów oraz tymi finansowanymi z budżetu doprowadziła do ciekawej sytuacji. Naukowcy umówili się, że opublikują dane w lutym 2001 roku, ale w różnych czasopismach naukowych. Badacze z instytucji rządowych umieścili swój artykuł w Nature, a ci z Celera Genomics w Science. Okazało się, że naukowcy poznali 90% genomu. Co ciekawsze praca obu zespołów raczej się uzupełniała niż dublowała. Wynikało to z innych technik badawczych.

## Postawione cele
Celem badania ludzkiego genomu było nie tylko poznanie miliardów par komplementarnych składających się na DNA człowieka z minimalnym prawdopodobieństwem błędu, chodziło również o identyfikację funkcjonalnych genów zawartych w tym morzu informacji. Pierwsze rozpracowane dane zaskoczyły naukowców. Okazało się, że genom człowieka zawiera zaledwie 20–25 tys. genów kodujących białka. Reszta genomu koduje nie białka, lecz wytwarzane na podstawie DNA cząsteczki RNA, lub jest niekodującym DNA, które zawiera między innymi sekwencje regulatorowe, repetytywne czy elementy ruchome, takie jak transpozony i retrotranspozony. Nowsze badania biochemiczne wykazały, że już samo RNA (jako tzw. rybozymy) jest w stanie katalizować szereg reakcji chemicznych w komórce. Dodatkowo zauważono zjawisko blokowania ekspresji niektórych genów przez ich komplementarne kopie w innym miejscu genomu. Obraz, jaki wyłonił się z projektu ludzkiego genomu, skłania badaczy do wielkiej powściągliwości w głoszeniu triumfu nauki nad naturą. DNA bardziej przypomina bardzo złożony program komputerowy, niż zestaw przepisów na różne białka. Jego analizowanie może zająć nauce całe dziesięciolecia.

## Korzyści
Trwają prace nad zastosowaniem wiedzy o genomie w medycynie i biotechnologii. Nie mniej ważny był sam rozwój technik badania DNA. Dzięki projektowi ludzkiego genomu nastąpił postęp w badaniu nukleotydów zawartych w żywych organizmach. Poznanie genomu grożącego pandemią zarazka nie zajmuje już lat, tylko tygodnie albo miesiące. Obecnie sekwencja ludzkiego DNA jest zapisana w bazie dostępnej w Internecie. Rozwinięto oprogramowanie, które pozwala na znalezienie sensu w danej informacji genetycznej. Dziedzina informatyki zajmująca się analizą DNA to bioinformatyka.
Przełomowym wynalazkiem związanym z projektem ludzkiego genomu są chipy DNA (mikromacierze DNA). Na układ półprzewodnikowy nanosi się tysiące fragmentów kwasu deoksyrybonukleinowego. Jeżeli w badanej próbce znajdzie się kawałek DNA komplementarny do jednego z tych fragmentów, to odpowiadające mu pole na chipie zostanie aktywowane. W efekcie możliwe staje się błyskawiczne określenie poziomu ekspresji zawartych w próbce genów. Ekspresja wiąże się bezpośrednio ze stanem żywego organizmu, z którego pobrano DNA. Oczywistym zastosowaniem może być tutaj diagnostyka medyczna oraz dalszy rozwój badań genetycznych.
Porównywanie genomu różnych istot żywych daje też ogromne korzyści biologii ewolucyjnej. Zgodnie ze współczesnymi teoriami to gen jest przedmiotem ewolucji, a nie poszczególne osobniki. Badanie historii poszczególnych genów zawartych w żywych organizmach pozwala na prześledzenie ich drogi ewolucyjnej. Przykładem może być tutaj porównanie ilości genów ssaków i płazów. Okazuje się, że stałocieplność wiąże się ze zmniejszeniem ilości genów, ponieważ wszystkie reakcje chemiczne zachodzą w stałej temperaturze. Genom nie musi w takiej sytuacji zawierać różnych wariantów enzymów działających w szerokim zakresie temperatur.